# Eckehard Catholy
Eckehard Kurt Erich Catholy (* 16. März 1914 in Lissa, Deutsches Reich; † 11. Februar 2010 in Göttingen) war ein deutscher Germanist.

## Wissenschaftliche Karriere
Eckehard Catholy war Sohn eines Oberlehrers in Potsdam. Nach dem Abitur 1932 studierte er bis 1937 an der Albert-Ludwigs-Universität Freiburg sowie an der Friedrich-Wilhelms-Universität in Berlin. Er trat 1933 in die SS ein, beantragte am 24. November 1937 die Aufnahme in die NSDAP und wurde rückwirkend zum 1. Mai desselben Jahres aufgenommen (Mitgliedsnummer 5.319.318).
Nach einigen Theaterengagements und Kriegsdienst setzte er 1946 in Göttingen sein Studium fort. Dort reichte er 1950 seine Dissertationsschrift über Karl Philipp Moritz ein, die von Klaus Ziegler betreut wurde. Es folgte 1956 die Habilitation in Tübingen zum Fastnachtspiel des Spätmittelalters. 1961 wechselte er von Tübingen zur Freien Universität Berlin, zunächst als Extraordinarius, ab 1964 als ordentlicher Professor.
Einem Ruf an die Universität Toronto folgte Catholy im Jahre 1970, wo er bis zur Emeritierung 1985 für deutsche Literatur bis zum 20. Jahrhundert zuständig war.

## Arbeitsschwerpunkte
Catholy beschäftigte sich mit zahlreichen literaturwissenschaftlichen Themen, z. B. dem deutschen Lustspiel.

## Schriften (Auswahl)
- Fastnachtspiel. Metzler, Stuttgart 1956
- Karl Philipp Moritz und die Ursprünge der deutschen Theaterleidenschaft. Niemeyer, Tübingen 1962
- Das deutsche Lustspiel. Vom Mittelalter bis zum Ende der Barockzeit. Kohlhammer, Stuttgart et al. 1969.
- Das deutsche Lustspiel. Von der Aufklärung bis zur Romantik (=Sprache und Literatur 109). Kohlhammer, Stuttgart et al. 1982. ISBN 3-17-004883-X